# Rafael Braun
Padre Rafael Braun (Buenos Aires, Argentina, 19 de marzo de 1935 - ib., 9 de octubre de 2017) fue un sacerdote, filósofo, y periodista argentino.

## Familia e infancia
Nació en Buenos Aires el 19 de marzo de 1935 en el seno de una familia tradicional: era hijo del médico Eduardo Braun Menéndez, investigador en fisiología y colaborador de Bernardo Houssay, y de María Teresa Josefina Cantilo Achával.
Fue ordenado sacerdote el 22 de septiembre de 1963. Era doctor en Filosofía por la Universidad de Lovaina (Bélgica) y licenciado en teología por la Universidad Católica Argentina.
Se desempeñó como traductor del inglés y del francés para la Editorial EMECE y desarrolló cátedras universitarias.

## Trayectoria
Fue director de la revista Criterio entre 1978 y 1993, y miembro de su Consejo de Redacción durante 40 años. Fue colaborador de La Nación y Clarín y tuvo actuación en programas de radio y televisión. Era miembro de la Academia Nacional de Periodismo.
Acompañó a Inés Ordóñez de Lanús en el desarrollo del Centro de Espiritualidad Santa María. Fue rector de la iglesia Santa Catalina de Siena y también miembro del Consejo Directivo de la Fundación Banco de Alimentos. Fue integrante en 1991 del primer Consejo de Dirección colegiado (Board) del Colegio Santo Domingo en la Sierra de Tandil. y fue asociado fundador de la Asociación Civil Santo Domingo de Guzmán.
Recibió, entre otras distinciones, en 1991 el Laurel de Plata otorgado por el Rotary Club de Buenos Aires y en 1996 el Premio Derechos Humanos B’nai B’rith Argentina y el Diploma al Mérito en la Disciplina Ética, concedido por la Fundación Konex. 
Fue un convencido del valor de las instituciones civiles de la República y de hecho muchos de los proyectos que alentó se desarrollaron como Asociaciones, Fundaciones o Sociedades y no como institutos canónicos; desarrolló el proyecto COMPARTIR, adoptado por la CEA, para que la Iglesia Católica pudiera independizarse de los históricos aportes que recibe como compensación de las confiscaciones realizadas por el estado argentino durante el siglo XIX.
Como testimonio de la amplitud de su valoración social, sirve mencionar que fue de los pocos no pertenecientes a las comunidades israelitas, invitado a hablar en la conmemoración a los atentados a la AMIA, y el único clérigo católico invitado a intervenir en el matrimonio de la Reina Máxima de Holanda.
Falleció el 9 de octubre de 2017.